# Arquidiócesis de Lyon
La arquidiócesis de Lyon (en latín: Archidioecesis Lugdunensis y en francés: Archidiocèse de Lyon) es una circunscripción eclesiástica de la Iglesia católica en Francia. Se trata de una arquidiócesis latina, sede metropolitana de la provincia eclesiástica de Lyon. Desde el 22 de octubre de 2020 su arzobispo y primado de las Galias es Olivier de Germay.

## Territorio y organización

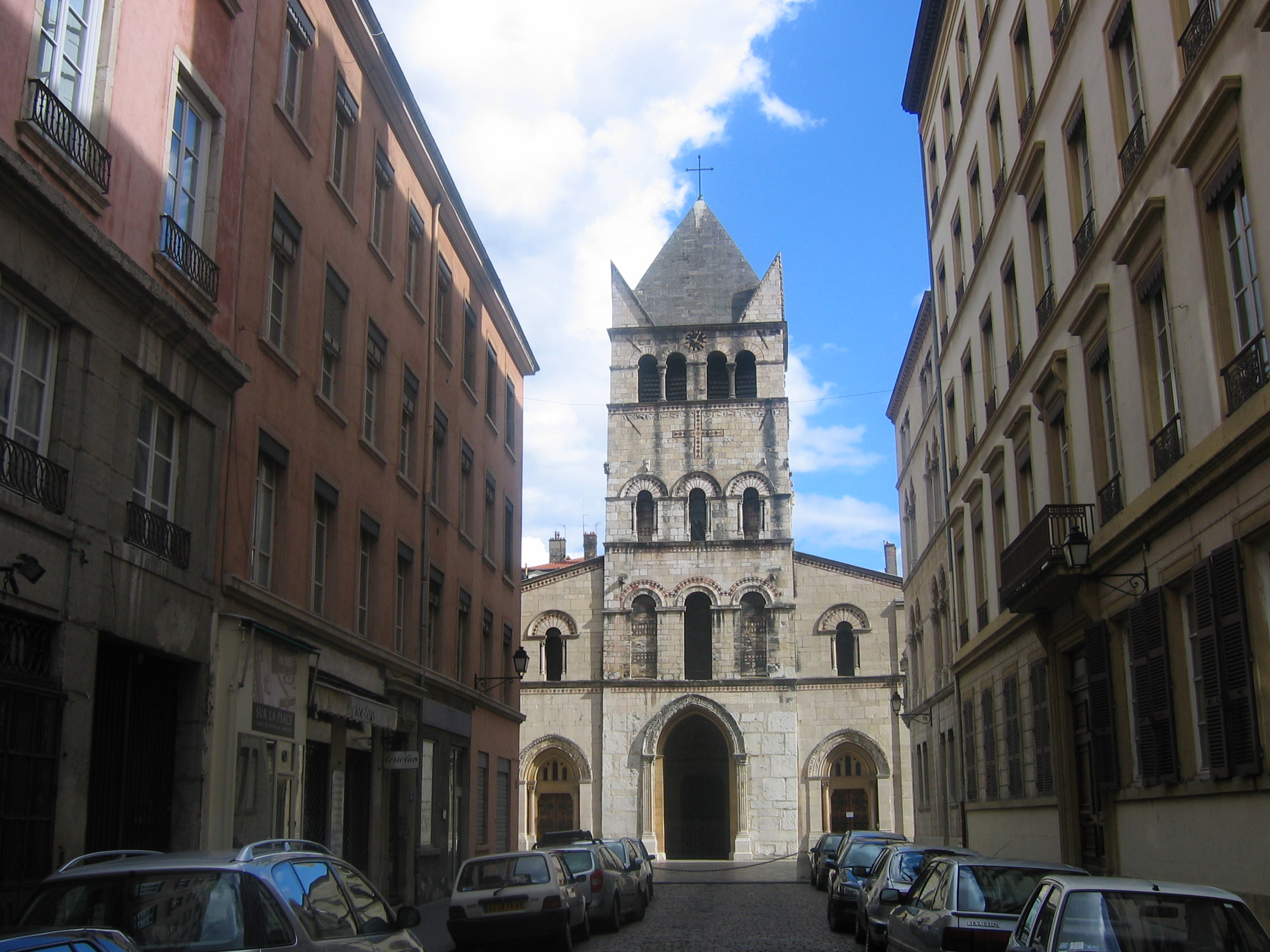
Basílica de San Martín, en Lyon

La arquidiócesis tiene 5087 km² y extiende su jurisdicción sobre los fieles católicos de rito latino residentes en el departamento de Rodano y el distrito de Roanne del departamento de Loira.

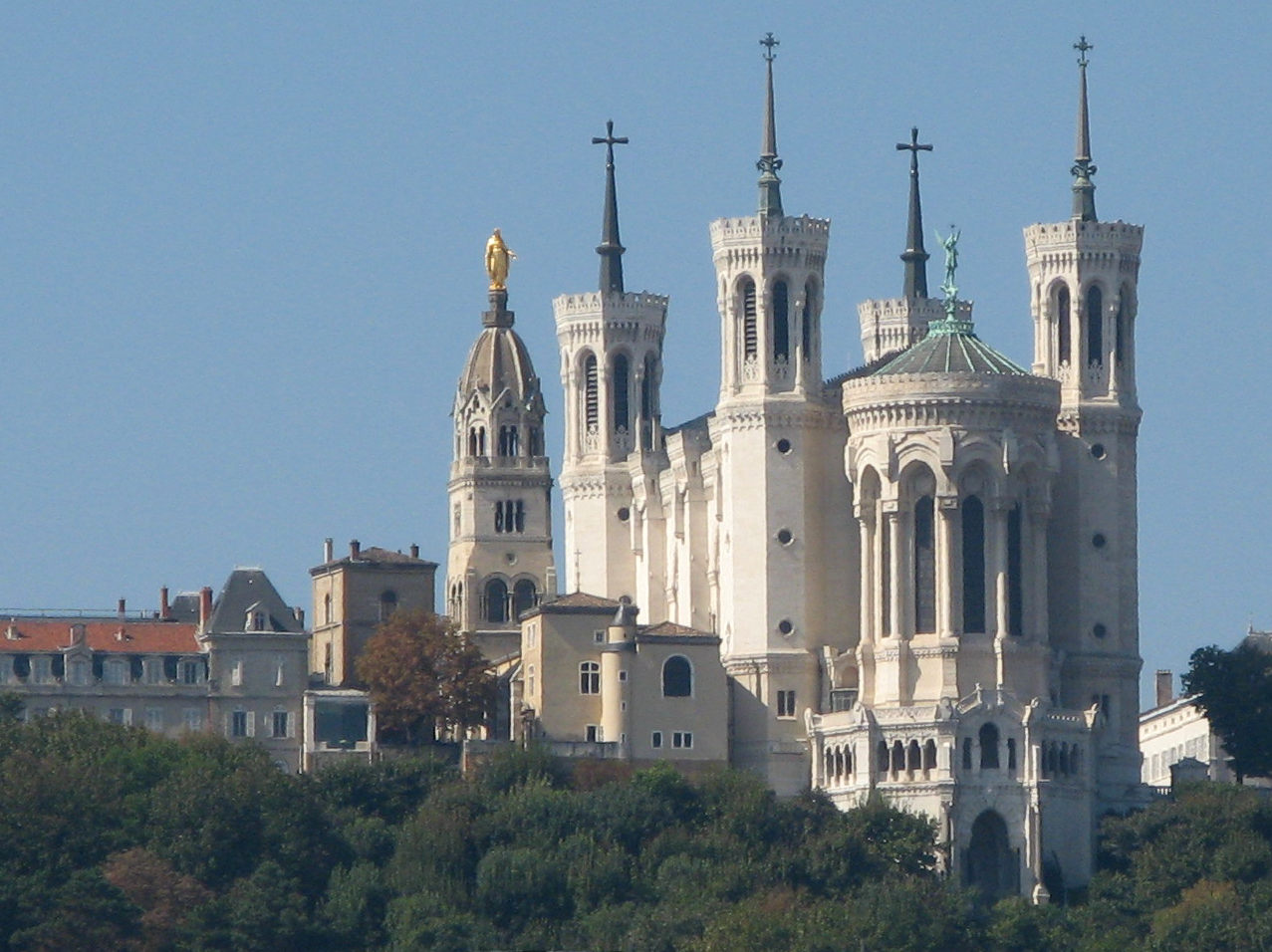
Basílica Notre-Dame, en Lyon

La sede de la arquidiócesis se encuentra en la ciudad de Lyon, en donde se halla la Catedral de San Juan Bautista y las basílicas: de San Martín (en el barrio de Ainay), de Notre-Dame (en la colina de Fourvière) y de San Buenaventura.

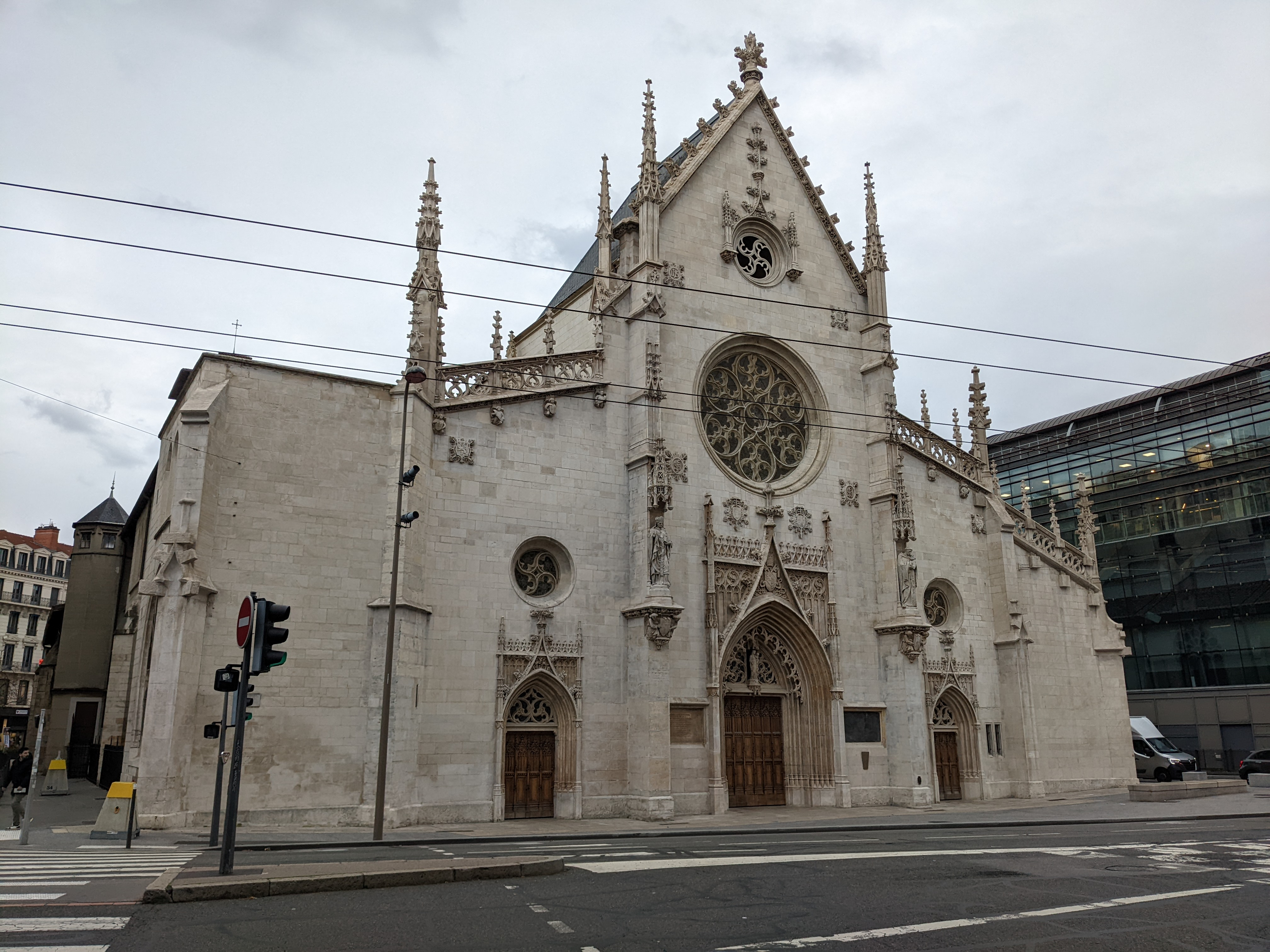
Basílica de San Buenaventura, en Lyon

La arquidiócesis tiene como sufragáneas a la arquidiócesis de Chambéry-Saint-Jean-de-Maurienne y Tarentaise y a las diócesis de: Annecy, Belley-Ars, Grenoble-Vienne, Saint-Étienne, Valence y Viviers.

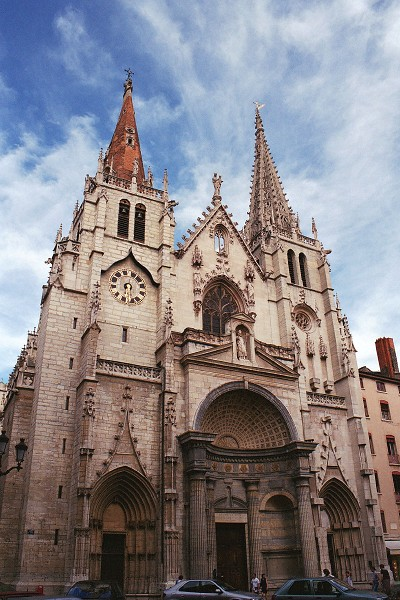
Iglesia de San Nicecio, en Lyon

En 2021 en la arquidiócesis existían 132 parroquias agrupadas en 3 archidiaconados: Saint-Jean comprensivo del aglomerado urbano de Lyon; Saint-Pierre, que se extiende por el resto del departamento del Ródano; Notre-Dame que cubre los distritos de Roanne.

## Historia
La Iglesia de Lyon es la Iglesia más antigua de Francia y, con excepción de Roma y probablemente Cartago, no hay otra Iglesia en Occidente que pueda presumir de un origen tan remoto.
Lugdunum fue una rica ciudad de la Galia céltica en el siglo II, un centro comercial, económico y administrativo. Los descubrimientos arqueológicos y epigráficos atestiguan también que fue una ciudad cosmopolita, debido a la presencia de comunidades siríacas, griegas, egipcias y asiáticas, donde convivían diversos cultos típicamente orientales, como los de Mitra y Cibeles.
En este contexto se desarrolló una importante comunidad cristiana, ilustrada por los llamados mártires de Lyon en el año 177, tal y como los describe Eusebio de Cesarea en su Historia ecclesiastica. La historia de Eusebio, centrada en una carta escrita por los cristianos de Lyon, informa también que la comunidad lionesa estaba organizada y estructurada en una diócesis, dirigida por el obispo Potino, venerado como santo ya en el martirologio jerónimo. Potino fue sucedido por san Ireneo, cuyos pensamientos y escritos contribuyeron al desarrollo de la teología cristiana occidental, particularmente en lo que respecta a la sucesión apostólica.
A principios del siglo IV, tras el Edicto de Milán, el emperador Constantino I liberalizó la religión cristiana. Lyon, ya capital desde el punto de vista administrativo de la provincia romana de Gallia Lugdunense prima, se convirtió desde el punto de vista eclesiástico en la sede metropolitana de la misma provincia. Inicialmente fueron sufragáneas las diócesis de Autun y Langres; a éstas pronto se añadió la diócesis de Chalon y más tarde (siglo VI) la de Mâcon.
Hay poca información sobre la arquidiócesis durante los siglos siglo VII y siglo VIII debido a la escasez de documentos relacionados con este período y a la criticidad del período histórico que vio el fin de los reinos merovingios y el ataque de los sarracenos que llevó muerte y destrucción (725). Sólo con la instauración de la dinastía carolingia a principios del siglo IX, Lyon pudo recuperarse y revitalizarse, gracias sobre todo a la labor de los arzobispos Leidrado y Agobardo. Leidrado, muy cercano a Carlomagno hasta el punto de autodenominarse humillimus servulus vester, y en varias ocasiones missus del emperador, se esforzó por restaurar espiritual y moralmente su diócesis, además de poner en marcha un vasto proyecto de reconstrucción material. Agobardo luchó sobre todo por la protección de los bienes de la Iglesia contra las usurpaciones de los laicos, labor continuada por su sucesor san Remigio I. Leidrado y Agobardo también fueron responsables de la reorganización de un antiguo scriptorium y del establecimiento de los capítulos regulares de canónigos. En Lyon en la Edad Media, además de la de la catedral, las iglesias de Saint-Paul, Saint-Just, Saint-Nizier y Saint-Georges tenían un capítulo regular.
La diócesis desarrolló un rito litúrgico propio, el rito lionés, del que ya se atestigua en el siglo IX. Se irá romanizando progresivamente, pero permanecerá hasta la reforma litúrgica de 1969.
En la segunda mitad del siglo XI, el papa Gregorio VII concedió el título de primado de la Galias al arzobispo san Giubino y a sus sucesores, limitando la primacía a las antiguas provincias de la Galia lugdunense, a saber, Ruán, Sens y Tours. Entre los siglo XI y siglo XII los arzobispos de Lyon también tuvieron un control casi completo sobre la ciudad y el territorio circundante, ejerciendo al mismo tiempo el poder judicial y policial.
En el siglo XIII dos concilios ecuménicos de la Iglesia católica se celebraron en Lyon en presencia del papa: el Concilio de Lyon I (junio-julio de 1245), convocado por Inocencio IV, con un procedimiento sin precedentes privó al emperador Federico II de todos los derechos imperiales y reales, incluido el de obediencia por parte de los súbditos, y fue depuesto solemnemente como perjuro, apóstata y traidor; el Concilio de Lyon II (mayo-julio de 1274), convocado por Gregorio X, que firmó la unión efímera entre la Iglesia latina de Occidente y la Iglesia griega de Oriente.
El 1 de junio de 1515 cedió una porción de su territorio para la erección de la efímera diócesis de Bourg mediante la bula Pro excellenti praeeminentia del papa León X, que fue suprimida mediante la bula Romanus Pontifex del papa Paulo III el 4 de enero de 1534, retornando los territorios a la arquidiócesis de Lyon.
La Reforma protestante se afianzó en Lyon ya en 1524 y se desarrolló especialmente hacia mediados del siglo. La contraofensiva católica fue muy dura, llevando a la hoguera a varias decenas de protestantes; estas iniciativas, en lugar de detener el movimiento religioso, lo ampliaron aún más. La fase represiva pronto dio paso a una predicación controvertida, apoyada sobre todo por los jesuitas del colegio de la Trinidad y por algunos sacerdotes, entre los que destacaba Edmond Auger. La restauración católica fue completada por el arzobispo Pierre d'Épinac, hombre riguroso y serio, que reformó la administración de la diócesis con energía y ejemplo.
Entre los grandes arzobispos de la Contrarreforma, se destacaron en particular: Denis-Simon de Marquemont († 1626), que conoció estrechamente a san Francisco de Sales, fallecido en Lyon en 1622, y que favoreció el establecimiento de varias órdenes religiosas nuevas en la diócesis; Alphonse-Louis du Plessis de Richelieu († 1653), hermano del más famoso cardenal Richelieu, que se distinguió sobre todo por su fervor religioso y su humildad; Camille de Neufville de Villeroy († 1693), que fundó el seminario arzobispal "San Ireneo".
Entre las grandes figuras de los santos lioneses del período postridentino, destaca san Vicente de Paúl, que fue párroco de Châtillon, hoy en el departamento de Ain, entonces parte integrante de la arquidiócesis, y que más tarde fundó en París la congregación de los lazaristas.
Tras el concordato con la bula Qui Christi Domini del papa Pío VII del 29 de noviembre de 1801, la arquidiócesis se amplió incorporando la antigua diócesis de Belley y parte de la antigua diócesis de Mâcon. Entre 1802 y 1839 el cardenal Joseph Fesch, tío de Napoleón, fue arzobispo, aunque sólo residió allí unos meses durante todo su episcopado. Se instaló en Italia después de 1815, después de haber sido durante años embajador en Roma y luego consejero eclesiástico de su sobrino en París. A partir de 1823 (después de un primer intento en 1817) fue efectivamente privado del gobierno pastoral, que fue asignado a un administrador apostólico.
El 6 de octubre de 1822, en virtud de la bula Paternae caritatis del papa Pío VII, se restableció la diócesis de Belley, separando su territorio de la arquidiócesis de Lyon; al mismo tiempo, el título de sede metropolitana suprimida de Vienne fue asignado a los arzobispos de Lyon. La misma bula define la nueva provincia eclesiástica de Lyon compuesta por las diócesis de Autun, Langres, Dijon, Saint-Claude y Grenoble.
Melchior de Marion-Brésillac fundó la Sociedad de Misiones Africanas en Lyon el 8 de diciembre de 1856.
En el siglo XIX la arquidiócesis donó algunos santos a la Iglesia, entre ellos Antoine Chevrier, fundador del Instituto del Prado y beatificado en 1986; Claudina Thévenet, fundadora de las Religiosas de Jesús-María, canonizada en 1993; Jean-Louis Bonnard, sacerdote misionero de la Sociedad para las Misiones Extranjeras de París, mártir en Vietnam y canonizado en 1988; Jean-Pierre Néel, también misionero del M.E.P., murió en China y fue canonizado en 2000. En el siglo XIX Lyon también vio nacer la obra misionera laica más importante y significativa, la Oeuvre de la Propagation de la Foi, fundada por Pauline Marie Jaricot. En 1875 se fundó la Universidad Católica de Lyon.
El 26 de diciembre de 1970 la arquidiócesis cedió una parte de su territorio para la erección de la diócesis de Saint-Étienne mediante la bula Signa temporum papa Pablo VI. Al mismo tiempo, su territorio se amplió con la incorporación de 6 parroquias de la diócesis de Belley y 23 parroquias de la diócesis de Grenoble.
El 15 de diciembre de 2006 se confirió a los obispos de Grenoble el título de arzobispo de Vienne.

## Estadísticas
Según el Anuario Pontificio 2022 la arquidiócesis tenía a fines de 2021 un total de 1 304 240 fieles bautizados.
| Año                                                                             | Población            | Población | Población      | Sacerdotes | Sacerdotes    | Sacerdotes    | Bautizados por sacerdote | Diáconos permanentes | Religiosos | Religiosos | Parroquias |
| Año                                                                             | Bautizados católicos | Total     | % de católicos | Total      | Clero secular | Clero regular | Bautizados por sacerdote | Diáconos permanentes | Varones    | Mujeres    | Parroquias |
| ------------------------------------------------------------------------------- | -------------------- | --------- | -------------- | ---------- | ------------- | ------------- | ------------------------ | -------------------- | ---------- | ---------- | ---------- |
| 1970                                                                            | 1 700 000            | 2 020 036 | 84.2           | 1863       | 1363          | 500           | 912                      | 2                    | 980        | 4600       | 743        |
| 1980                                                                            | 1 298 000            | 1 679 000 | 77.3           | 1216       | 837           | 379           | 1067                     | 5                    | 676        | 3676       | 522        |
| 1990                                                                            | 1 200 000            | 1 630 000 | 73.6           | 1052       | 652           | 400           | 1140                     | 22                   | 679        | 2859       | 516        |
| 1999                                                                            | 1 224 000            | 1 750 000 | 69.9           | 902        | 517           | 385           | 1356                     | 40                   | 776        | 2090       | 486        |
| 2000                                                                            | 1 200 000            | 1 725 300 | 69.6           | 885        | 500           | 385           | 1355                     | 44                   | 409        | 2090       | 514        |
| 2001                                                                            | 1 200 000            | 1 725 300 | 69.6           | 878        | 493           | 385           | 1366                     | 46                   | 399        | 2090       | 514        |
| 2002                                                                            | 1 200 000            | 1 733 500 | 69.2           | 545        | 450           | 95            | 2201                     | 48                   | 108        | 2090       | 189        |
| 2003                                                                            | 1 200 000            | 1 733 500 | 69.2           | 577        | 484           | 93            | 2079                     | 50                   | 106        | 2090       | 175        |
| 2004                                                                            | 1 200 000            | 1 735 000 | 69.2           | 570        | 470           | 100           | 2105                     | 51                   | 114        | 2090       | 160        |
| 2013                                                                            | 1 246 000            | 1 912 441 | 65.2           | 654        | 366           | 288           | 1905                     | 64                   | 574        | 1322       | 149        |
| 2016                                                                            | 1 240 272            | 1 936 940 | 64.0           | 504        | 328           | 176           | 2460                     | 80                   | 330        | 1011       | 143        |
| 2019                                                                            | 1 288 400            | 2 014 067 | 64.0           | 441        | 290           | 151           | 2921                     | 88                   | 280        | 880        | 133        |
| 2021                                                                            | 1 304 240            | 2 038 830 | 64.0           | 312        | 260           | 52            | 4180                     | 90                   | 150        | 935        | 132        |
| Fuente: Catholic-Hierarchy, que a su vez toma los datos del Anuario Pontificio. |                      |           |                |            |               |               |                          |                      |            |            |            |

## Episcopologio
El catálogo episcopal lionés más antiguo está contenido en un evangeliario de mediados del siglo IX, y llega hasta los obispos Agobardo y Amolone, añadidos de segunda mano. El catálogo fue elaborado hacia los años 799-814 en la época del obispo Leidrado y se basa en los dípticos originales de la Iglesia de Lyon. Hugo de Flavigny informa sobre un segundo catálogo episcopal en su Chronica universalis; de primera mano llega hasta el obispo Hugo de Romanos (finales del siglo IX), y con adiciones a Humberto II de Bâgé († 1152).
- San Potino † (circa 150-2 de junio[nota 6] de 177 falleció)
- San Ireneo † (177-202[nota 7] falleció)
- Zacarías †
- Elio †
- San Faustino † (mencionado en 254)
- Vero †
- Julio †
- Tolomeo †
- Vocio † (mencionado en 314)
- Máximo †
- Tetradio †
- Verísimo † (mencionado en 343)
- San Justo † (antes de 374-poco después de 381 renunció)
- San Albino †
- San Martín †
- San Antíoco †
- San Elpidio †
- San Senador[nota 8]
- San Euquerio † (antes de 441[nota 9]-449 falleció) [nota 10]
- San Paciente † (451-circa 491 falleció[nota 11]
- San Lupicino †
- San Rustico † (antes de 494/495-25 de abril de 501 falleció)
- Santo Esteban † (en la época del rey Gundobado)[18]
- San Vivenciolo † (antes de 515[19]-después de 518/523)
- San Lupo † (mencionado en 538)
- Leonzio[nota 12] †
- San Sacerdote † (antes de 549-11 de septiembre de 552 falleció)
- San Nicecio † (552[nota 13]-2 de abril de 573 falleció)
- San Prisco † (antes del 11 de septiembre de 573-después del 22 de junio de 585)[nota 14]
- San Eterio † (mencionado en 589-noviembre o diciembre de 602 falleció)[nota 15]
- Secondino † (602-?)
- Aregio † (circa 603-después de 614)
- Tetrico (o Teodorico) † (mencionado en 627)
- Ganderico † (antes de 637/638-después de 650)
- Vivenzio †
- San Anemundo † (antes del 22 de junio de 654-28 de septiembre de 658 [nota 16] falleció)
- San Ginés † (antes del 6 de septiembre de 664-septiembre de 678 falleció)
- San Lamberto † (678-después de junio de 683)
- Goduino † (antes de octubre de 688-después de 701)
- Foaldo (o Fulcoaldo) †
- Madalberto †
- San Adone † (antes de 769-después de 794)
- Eldoino? †[nota 17]
- Leidrado † (798-circa 816 renunció)
- Agobardo † (816-6 de junio de 840 falleció)
- Amolone † (16 de enero de 841 consagrado - 31 de marzo de 852 falleció)
- San Remigio I † (antes del 12 de septiembre de 852-28 de octubre de 875 falleció)
- Aureliano † (antes de junio de 876-4 de julio de 894 o 895 falleció)
- Alwala † (895-10 de abril de 906 o 907 falleció)
- Austerio † (906-916)
- Remigio II † (mencionado en 920)
- Anscherico † (mencionado en 926)
- Guido I † (928-949)
- Burcardo I † (949-22 de junio de 963 falleció)[nota 18]
- Amblardo † (963-8 de mayo de 978 falleció)
- Burcardo II † (978-22 de junio de 1033 falleció)
  - Burcardo III † (después de julio de 1033-1034 renunció) (usurpador?)[nota 19]
- Odolrico † (1041-después del 26 de marzo de 1045)
- Alinardo, O.S.B. † (1046-29 de julio de 1052 falleció)
- Felipe I ? †[nota 20]
- Goffredo de Vergy † (1054-1065 renunció)
- Umberto I † (1065-11 de junio de 1077 falleció)
- San Giubino † (17 de septiembre de 1077 consagrado-?)
- Hugo de Romans, O.Cist. † (circa 1085 [nota 21]-7 de octubre de 1106 falleció)
- Gaucerand † (1107-22 de marzo de 1118 falleció)
- Humbaud † (1118-3 de noviembre de 1128 falleció)
- Renaud de Semur † (1128 o 1029-7 de agosto de 1129 falleció)
- Pierre I, O.S.B. † (1131-29 de mayo de 1139 falleció)
- Foulque † (1139-28 de enero de 1142 falleció)
- Amédée I † (1142 [nota 22] - 22 de abril de 1147 o 1148 falleció)
- Humbert II de Bâgé † (1148-circa 1152 renunció)
- Héracle de Montboissier † (1153-11 de noviembre de 1163 falleció)
  - Dreux (Drogon) † (1163-1164 depuesto) (obispo electo)
- Guichard † (1165-28 de julio de 1180 falleció)
- Jean de Bellesmains † (1181-1193 renunció)
- Renaud de Forez † (1193-22 de octubre de 1226 falleció)
- Robert d'Auvergne † (3 de abril de 1227-6 de enero de 1234 falleció)
- Raoul de Pinis o de La Roche-Aymon † (1235-5 de marzo de 1236 falleció)
- Aimeric de Rives † (14 de febrero de 1237-1245 renunció)
  - Felipe I de Saboya † (1246-1267 renunció) (obispo electo)
  - Guy de Mello † (30 de diciembre de 1267-19 de septiembre de 1270 falleció) (obispo electo)[nota 23]
- Pierre de Tarentaise, O.P. † (noviembre de 1272-1273 nombrado cardenal obispo de Ostia y Velletri, luego electo papa con el nombre de Inocencio V)
- Aimaro de Rossiglione, O.S.B. † (1273-7 de octubre de 1283 falleció)
- Raoul de La Tourette † (10 de junio de 1284-7 de abril de 1288 falleció)
- Bérard de Got † (23 de julio de 1289-18 de septiembre de 1294 nombrado cardenal obispo de Albano)
- Enrique de Villars † (13 de julio de 1295-18 de julio de 1301 falleció)
- Luis de Villars † (20 de julio de 1301-4 de julio de 1308 falleció)
- Pedro de Saboya † (7 de agosto de 1308-noviembre de 1332 falleció)
- Guillermo de Sure † (16 de noviembre de 1332-20 de septiembre de 1340 falleció)
- Guy de Boulogne † (11 de octubre de 1340-20 de septiembre de 1342 renunció)
- Henri di Villars † (7 de octubre de 1342-25 de septiembre de 1354 falleció)
  - Guy de la Chaume † (18 de enero de 1356-1356 falleció) (obispo electo)
- Raymond Saquet † (10 de febrero de 1356-14 de julio de 1358 falleció)
- Guillaume de Thurey † (25 de agosto de 1358-12 de mayo de 1365 falleció)
- Charles d'Alençon, O.P. † (30 de mayo de 1365-5 de julio de 1375 falleció)
- Jean de Talaru † (5 de julio de 1375-3 de noviembre de 1389 renunció)
- Philippe de Thurey † (8 de noviembre de 1389-28 de septiembre de 1415 falleció)
- Amédée de Talaru † (15 de diciembre de 1417-1444 falleció)
- Geoffroy de Versaillera † (20 de abril de 1444-16 de octubre de 1446 falleció)
- Carlos de Borbón † (7 de noviembre de 1446-17 de septiembre de 1488 falleció)
  - Jean de Foix † (20 de septiembre de 1488-septiembre de 1488 renunció) (obispo electo)
- André d'Espinay † (1 de octubre de 1488-10 de noviembre de 1500 falleció)
- François de Rohan † (9 de diciembre de 1500-13 de octubre de 1536 falleció)
  - Juan de Lorena † (20 de junio de 1537-29 de octubre de 1539 renunció) (administrador apostólico)
  - Hipólito II de Este † (29 de octubre de 1539-11 de mayo de 1551 renunció) (administrador apostólico)
- François II de Tournon † (11 de mayo de 1551-22 de abril de 1562 falleció)
  - Hipólito II de Este † (24 de abril de 1562-14 de julio de 1564 renunció) (administrador apostólico, por segunda vez)
- Antoine d'Albon † (14 de julio de 1564-1573 renunció)
- Pierre d'Épinac † (16 de septiembre de 1573-9 de enero de 1599 falleció)
- Albert de Bellièvre † (22 de marzo de 1599-1604 renunció)
- Claude de Bellièvre † (1 de octubre de 1604-19 de abril de 1612 falleció)
- Denis-Simon de Marquemont † (5 de noviembre de 1612-16 de septiembre de 1626 falleció)
- Charles Miron † (2 de diciembre de 1626-8 de agosto de 1628 falleció)
- Alphonse-Louis du Plessis de Richelieu † (27 de noviembre de 1628-23 de marzo de 1653 falleció)
- Camille de Neufville de Villeroy † (12 de enero de 1654-3 de julio de 1693 falleció)
- Claude de Saint-Georges † (26 de octubre de 1693-8 de junio de 1714 falleció)
- François-Paul de Neufville de Villeroy † (1 de octubre de 1714-6 de febrero de 1731 falleció)
- Charles François de Châteauneuf de Rochebonne † (19 de noviembre de 1731-21 de marzo de 1739 falleció)
- Pierre Guérin de Tencin † (11 de noviembre de 1740-2 de marzo de 1758 falleció)
- Antoine de Malvin de Montazet † (2 de agosto de 1758-2 de mayo de 1788 falleció)
- Yves-Alexandre de Marbeuf † (15 de septiembre de 1788-15 de abril de 1799 falleció)
  - Sede vacante (1799-1802)
- Joseph Fesch † (4 de agosto de 1802-13 de mayo de 1839 falleció)[nota 24]
  - Joachim-Jean-Xavier d'Isoard † (13 de junio de 1839-7 de octubre de 1839 falleció) (obispo electo)[nota 25]
- Louis-Jacques-Maurice de Bonald † (27 de abril de 1840-25 de febrero de 1870 falleció)
- Jacques-Marie-Achille Ginoulhiac † (27 de junio de 1870-17 de noviembre de 1875 falleció)
- Louis-Marie-Joseph-Eusèbe Caverot † (26 de julio de 1876-23 de enero de 1887 falleció)
- Joseph-Alfred Foulon † (26 de mayo de 1887-23 de enero de 1893 falleció)
- Pierre-Hector Coullié (Couillié) † (15 de junio de 1893-12 de septiembre de 1912 falleció)
- Hector-Irénée Sévin † (2 de diciembre de 1912-4 de mayo de 1916 falleció)
- Louis-Joseph Maurin † (1 de diciembre de 1916-16 de noviembre de 1936 falleció)
- Pierre-Marie Gerlier † (30 de julio de 1937-17 de enero de 1965 falleció)
- Jean-Marie Villot † (17 de enero de 1965 por sucesión-7 de abril de 1967 nombrado prefecto de la Congregación del Concilio)
- Alexandre-Charles-Albert-Joseph Renard † (28 de mayo de 1967-29 de octubre de 1981 retirado)
- Albert Decourtray † (29 de octubre de 1981-16 de septiembre de 1994 falleció)
- Jean Marie Julien Balland † (27 de mayo de 1995-1 de marzo de 1998 falleció)
- Louis-Marie Billé † (10 de julio de 1998-12 de marzo de 2002 falleció)
- Philippe Barbarin (16 de julio de 2002-6 de marzo de 2020 renunció)[nota 26]
- Olivier de Germay, desde el 22 de octubre de 2020